# Honda CB750
Honda CB750 är en motorcykel från Honda. Den lanserades 1969 och tillverkades fram till 2001. Den var den första japanska motorcykeln med rak fyrcylindrig motor. Modellen kom att bli stilbildande för vad som på engelska kallas Universal Japanese Motorcycle, en fyrcylindrig motorcykel av standardtyp. Den fick snabbt konkurrens av liknande modeller från Kawasaki, Suzuki och Yamaha.